# کهوکهراپار
کهوکهراپار (به انگلیسی: Khokhrapar) یک منطقهٔ مسکونی در پاکستان است که در ناحیه ترپارکر واقع شده‌است. کهوکهراپار ۷۱ متر بالاتر از سطح دریا واقع شده‌است.